# Nevishögs landskommun
Nevishögs landskommun var en tidigare kommun i dåvarande Malmöhus län.

## Administrativ historik
Kommunen bildades i Nevishögs socken i Bara härad i Skåne när 1862 års kommunalförordningar trädde i kraft. 
Vid kommunreformen 1952 uppgick kommunen i Staffanstorps landskommun som 1971 ombildades till Staffanstorps kommun.

## Politik

### Mandatfördelning i Nevishögs landskommun 1938-1946
| 15 | 4 | 1 |

| 18 |

| 14 | 5 | 1 |

| 18 |

| 12 | 8 |

| 18 |